# Cladopathinae
Cladopathinae is een onderfamilie van neteldieren uit de klasse van de Anthozoa (bloemdieren).

## Geslachten
- Chrysopathes Opresko, 2003
- Cladopathes Brook, 1889
- Trissopathes Opresko, 2003